# Byrsanthus
Byrsanthus é um género botânico pertencente à família Salicaceae.